# Campo de Liria
El Campo de Liria (Camp de Llíria en valenciano), es una histórica comarca de la Comunidad Valenciana que actualmente se encuentra integrada en la comarca del Campo de Turia. Formaban parte de la misma los actuales municipios de Benaguacil, Benisanó, Bétera, Casinos, La Eliana, Liria, y Puebla de Vallbona. Aparece en el mapa de comarcas de Emili Beüt "Comarques naturals del Regne de València" publicado en el año 1934.